# NGC 3202
NGC 3202 est une galaxie spirale barrée située dans la constellation de la Grande Ourse. NGC 3202 a été découverte par l'astronome germano-britannique William Herschel en 1788.

## Caractéristiques
Sa vitesse par rapport au fond diffus cosmologique est de 6 879 ± 16 km/s, ce qui correspond à une distance de Hubble de 101,4 ± 7,1 Mpc (∼331 millions d'al).
À ce jour, une mesure non basée sur le décalage vers le rouge (redshift) donne une distance d'environ 66,000 Mpc (∼215 millions d'al). Cette valeur est loin à l'extérieur des valeurs de la distance de Hubble. Notons que c'est avec la valeur moyenne des mesures indépendantes, lorsqu'elles existent, que la base de données NASA/IPAC calcule le diamètre d'une galaxie.
La classe de luminosité de NGC 3202 est I.
Selon la base de données Simbad, NGC 3202 est une galaxie LINER, c'est-à-dire une galaxie dont le noyau présente un spectre d'émission caractérisé par de larges raies d'atomes faiblement ionisés.

## Groupe de NGC 3202

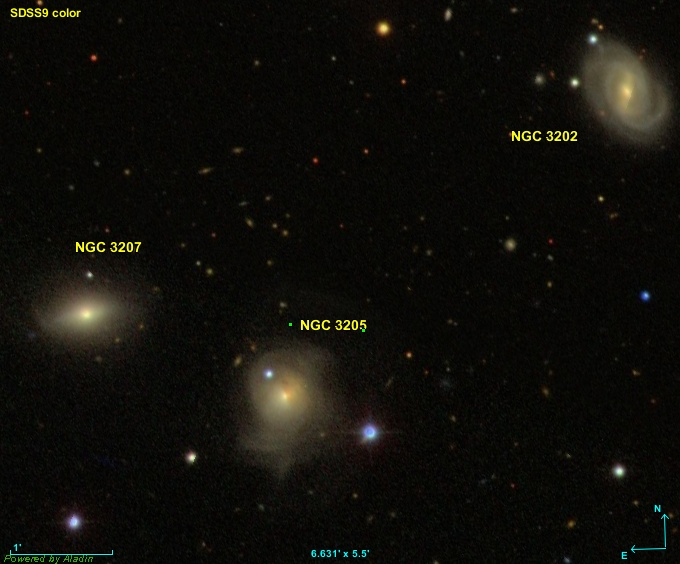
Le trio de galaxies NGC 3202, NGC 3205 et NGC 3207.

La galaxie NGC 3202 est la plus brillante d'un trio de galaxies qui porte son nom. Les deux autres galaxies du groupe de NGC 3202 sont NGC 3205 et NGC 3207.